# بتروبراس
بتروبراز (بالبرتغالية:Petrobras والتي تعني (بترول البرازيل))، هي شركة شبه حكومية الاستخراج وتصنيع ونقل البترول في البرازيل وخارجها.
تأسست في 1953 على عهد الرئيس جيتوليو فارجاس، واليوم تعتبر واحدة من أكبر 20 شركة في العالم وبتروبراز بدأت في إنشاء علاقات مع شركات عالمية، وفتحت الحكومة الشركة للمساهمة عن طريق (المكتب الوطني للبترول أ ن ب).
و في 2005 وصل ربح الشركة إلى 23,7 مليار (ريال برازيلي) زيادة 40% بالمقارنة في 2004 ويعتبر أكبر ربح للشركة منذ تأسيسها وفي 2006 بدأت بتروبراز بزيادت إنتاجها وأخذت تزدات الارباح، وكان من سبب نجاح الشركة في السنوات الأخيرة هو إنتاج الزيوت الثقيلية والتصفية، وتعتبر بتروبراز واحدة من العمدان للاقتصاد البرازيلي وتلعب دورا في داخل وخارج البرازيل.

## وصلات خارجية
- اكتشاف البترول في البرازيل